# 두서초등학교 두북분교
두서초등학교 두북분교는 울산광역시 울주군 두서면 활천내와로 50 (現 정토마을)에 있었던 분교이다.

## 연혁
- 1941.05.05 두북공립국민학교 개교
- 1954.05.09 내와분교장 개교
- 1993.03.01 두서국민학교 두북분교장 개설
- 1996.03.01 두서초등학교 두북분교 개칭
- 1999.02.20 제53회 졸업식(누계 1487명)
- 1999.09.01 본교로 통폐합